# Бирнова (Румунія)
Бирнова (рум. Bârnova) — село у повіті Ясси в Румунії. Адміністративний центр комуни Бирнова.
Село розташоване на відстані 316 км на північ від Бухареста, 8 км на південь від Ясс.

## Населення
За даними перепису населення 2002 року у селі проживали 973 особи, з них 970 осіб (99,7%) румунів. Рідною мовою 970 осіб (99,7%) назвали румунську.